# حياة أديل
حياة أديل (بالفرنسية: La Vie d'Adèle – Chapitres 1 & 2)‏ (حياة أديل - الفصلين 1 و2) أو الآزرق هو أدفئ الألوان (بالإنجليزية: Blue Is the Warmest Colour)‏ هو فيلم رومانسي صدر عام 2013، من تأليف وإنتاج وإخراج عبد اللطيف كشيش، وبطولة ليا سيدو وأديل إكساركوبولوس. تستند فرضية الفيلم إلى رواية مصورة صدرت عام 2010 بنفس الاسم للكاتبة جولي ماروه.
بدأت عملية الإنتاج في مارس 2012 واستمرت لمدة ستة أشهر، حيث تم تصوير حوالي 800 ساعة من اللقطات، بما في ذلك لقطات B-roll واسعة النطاق. قام كشيش في النهاية بتقليص المقطع النهائي للفيلم إلى 179 دقيقة.
عُرض الفيلم لأول مرة في مهرجان كان السينمائي عام 2013، حيث فاز بالإجماع بجائزة السعفة الذهبية من لجنة التحكيم الرسمية وجائزة FIPRESCI. يُعتبر هذا الفيلم الأول الذي يحصل على السعفة الذهبية لكل من المخرج والممثلات الرئيسيات، مما يجعل سيدو وإكساركوبولوس ينضمان إلى قائمة الفائزات بجائزة جين كامبيون عن فيلمها "البيانو".
بعد عرض الفيلم في مهرجان كان، عُرض لأول مرة في أمريكا الشمالية خلال مهرجان تيلورايد السينمائي في نفس العام. حاز الفيلم على إشادة نقدية واسعة وتم ترشيحه لجائزة الغولدن غلوب لأفضل فيلم بلغة أجنبية، إضافةً إلى جوائز الأكاديمية البريطانية للأفلام.
نال الفيلم أيضًا اعتراف النقاد باعتباره أحد أفضل الأفلام لعام 2013.

## القصة
أديل هي انطوائية تبلغ من العمر 15 عامًا طالبة في المدرسة الثانوية. أثناء عبورها الشارع ذات يوم تمر من قبل امرأة ذات شعر أزرق قصير وتنجذب على الفور. في وقت لاحق تتواعد وتنام مع صبي من المدرسة يدعى توماس لكنها في النهاية غير راضية وتقطع علاقتها. بعد تخيلات حية عن المرأة التي رأتها في الشارع وتقبيلها إحدى صديقاتها أصبحت قلقة بشأن هويتها الجنسية.
يبدو أن أفضل صديق لها فالنتين مثلي الجنس يتفهم ارتباكها ويأخذها إلى حانة رقص مثلي الجنس. بعد مرور بعض الوقت، غادرت أديل ودخلت حانة للسحاقيات، حيث واجهت تطورات حازمة من بعض النساء. المرأة ذات الشعر الأزرق موجودة أيضًا وتتدخل، مدعية أن أديل هي ابنة عمها لأولئك الذين يطاردون أديل. المرأة هي إيما طالبة فنون خريجة. يصبحون أصدقاء ويبدأون في قضاء المزيد من الوقت مع بعضهم البعض. يشك أصدقاء أديل في كونها مثلية وينبذونها في المدرسة. على الرغم من رد الفعل العنيف، أصبحت قريبة من إيما. تزداد رباطهم وقبل فترة طويلة يتشارك الاثنان قبلة في نزهة. يمارسون الجنس فيما بعد ويبدأون علاقة عاطفية. ترحب عائلة إيما الفنية بالزوجين كثيرًا لكن أديل تخبر والديها المحافظين من الطبقة العاملة أن إيما هي مجرد معلمة لصف الفلسفة.
في السنوات التالية، تتحرك المرأتان وتعيشان مع بعضهما البعض. تنهي أديل دراستها وتنضم إلى أعضاء هيئة التدريس في مدرسة ابتدائية محلية، بينما تحاول ايما المضي قدمًا في مسيرتها الفنية حيث تقيم حفلات منزلية في كثير من الأحيان للتواصل مع دائرتها. في واحدة من هذه، تلتقي أديل ببعضهم: ليز امرأة حامل وزميلة يواكيم «أكبر مالك معرض في ليل»، وسمير، الممثل الطموح الذي يشعر بأنه في غير مكانه بين المثقفين الذين تصطدم معهم صداقة. تقلل إيما من شأن مهنة التدريس في أديل، وتشجعها على تحقيق الإنجاز في الكتابة بينما تصر أديل على أنها سعيدة كما هي. يتضح تدريجياً بشكل متزايد مدى ضآلة قواسم مشتركة بينهما وتظهر التعقيدات العاطفية في العلاقة. بدافع الشعور بالوحدة والارتباك، تنام أديل مع زميلها أنطوان.
عندما تدرك إيما القذف، فإنها تواجه أديل بشراسة حول هذا الموضوع. رفضت إيما اعتذارات أديل الدامعة وانفصلت عنها وطردتها. يمر الوقت وعلى الرغم من أن أديل تشعر بالرضا عن عملها كمعلمة رياض أطفال إلا أنها لا تزال غير قادرة على التغلب على حسرة قلبها. يلتقي الاثنان في النهاية مرة أخرى في مطعم. لا يزال أديل في حالة حب عميق مع ايما وعلى الرغم من العلاقة القوية التي لا تزال قائمة بوضوح بينهما فإن ايما الآن في شراكة ملتزمة مع ليزي التي لديها الآن ابنة صغيرة. أديل محطمة، لكنها تحافظ عليها. تعترف إيما بأنها لا تشعر بالرضا الجنسي ولكنها قبلت ذلك كجزء من مرحلتها الجديدة في الحياة. وهي تطمئن أديل إلى أن علاقتهما كانت خاصة وستظل دائمًا تتمتع بـ «حنان لانهائي» بالنسبة لها. الجزءان بشروط ودية.
في وقت لاحق يذهب أديل إلى معرض إيما الفني الجديد. معلقة على أحد الجدران هي لوحة عارية رسمتها لها إيما ذات مرة أثناء الازدهار الحسي لحياتهما معًا. على الرغم من اعتراف إيما بها إلا أن اهتمامها ينصب في المقام الأول على ضيوف المعرض الآخرين وعلى ليز. أديل تهنئ إيما على نجاح فنها وتغادر بهدوء بعد محادثة قصيرة مع سمير. يطاردها لكنه يتجه في الاتجاه الخاطئ بينما يمشي أديل بعيدًا في المسافة.

## طاقم العمل
- ليا سيدو بدور إيما
- أديل أكزاركوبولوس بدور أديل
- سالم كيشوشي بدور سمير
- اوريليان ريكوان بصفته والد Adèle
- كاثرين ساليه بدور أم أديل
- بينجامين سيكسو مثل انطوان
- منى والرافينز بدور ليز
- ألما جودوروسكي بدور بياتريس
- جيريمي لاهورتي بدور توماس
- آن لورا بدور أم إيما
- بينوا بايلوت كزوج أم إيما
- ساندور فونتيك في دور فالنتين
- فاني مورين في دور أميلي
- ميليس كابيزون في دور ليتيسيا
- ستيفان ميركويرول في دور يواكيم
- أوريلي ليمانسو في دور سابين

## الميزانية والإيرادات
بلغت تكلفة إنتاج الفيلم حوالي €4 مليون يورو بينما حقق أرباحا تقدر بـ 19.5 مليون دولار.

## وصلات خارجية
- حياة أديل على موقع IMDb (الإنجليزية)
- حياة أديل على موقع ميتاكريتيك (الإنجليزية)
- حياة أديل على موقع روتن توميتوز (الإنجليزية)
- حياة أديل على موقع نتفليكس (الإنجليزية)
- حياة أديل على موقع قاعدة بيانات الأفلام العربية
- حياة أديل على موقع ألو سيني (الفرنسية)
- حياة أديل على موقع Turner Classic Movies (الإنجليزية)
- حياة أديل على موقع أول موفي (الإنجليزية)
- حياة أديل على موقع بوكس أوفيس موجو (الإنجليزية)
- حياة أديل على موقع فيلمافينيتي (الإسبانية)